# The Beatles в Индии

Группа The Beatles и Махариши Махеш Йоги

В феврале 1968 года английская рок-группа The Beatles отправилась в город Ришикеш на севере Индии, чтобы пройти курс высокого уровня по технике трансцендентальной медитации в ашраме Махариши Махеш Йоги. Эта поездка, организованная после декларированного отказа участников группы от наркотиков в пользу трансцендентальной медитации, получила широкое освещение в СМИ. Интерес группы к учениям Махариши, с которыми своих товарищей познакомил Джордж Харрисон, изменил отношение западного общества к индийским духовным практикам и способствовал популяризации трансцендентальной медитации в мире. Эта поездка также стала для музыкантов группы одним из самых продуктивных периодов в плане сочинения песен.
The Beatles познакомились с Махариши в Лондоне в августе 1967 года, после чего приняли участие в его семинаре в Бангоре (Уэльс). Сначала музыканты планировали закончить 10-дневный курс, но эти планы нарушила смерть их менеджера Брайана Эпстайна. Желая узнать больше об учениях гуру, они продолжали поддерживать связь с Махариши и договорились приехать в его учебный центр, расположенный недалеко от Ришикеша, в «Долине Святых» у подножия Гималаев.
The Beatles прибыли в Индию в феврале 1968 года вместе со своими жёнами, подругами, помощниками и многочисленными журналистами. Они присоединились к проходившей обучение группе из 60 человек, включавшей музыкантов Донована, Майка Лава и Пола Хорна, а также актрису Миу Фэрроу. Во время пребывания в Ришикеше участниками группы был написан целый ряд песен, в том числе свою первую песню закончил Ринго Старр. Впоследствии восемнадцать из этих композиций были выпущены в альбоме The Beatles (также известном как White Album), две композиции были изданы на пластинке Abbey Road, а часть остального материала была использована в сольных проектах битлов.
Музыканты пробыли в Индии недолго. Старр уехал через десять дней, 1 марта, Пол Маккартни покинул Ришикеш через месяц, чтобы заняться разрешением финансовых проблем группы. Харрисон и Джон Леннон пробыли в Ришикеше около шести недель, однако приняли решение прервать курс из-за скандала, связанного с подозрениями в аморальном поведении Махариши по отношению к ученицам. Влияние греческого друга The Beatles Алексиса Мардаса, финансовые разногласия и подозрения в том, что гуру воспользовался славой группы, также назывались биографами и очевидцами в качестве причин недовольства The Beatles. Впоследствии Харрисон извинился за их с Ленноном отношение к Махариши, заявив, что утверждения о его неподобающем поведении были необоснованными. В 1992 году Харрисон организовал благотворительный концерт для Партии естественного права, с которой был связан Махариши. В 2009 году Маккартни и Старр выступили на благотворительном концерте для фонда Дэвида Линча, который был организован для сбора средств на обучение трансцендентальной медитации студентов из группы риска.

## Предыстория
«Я вернулся домой, включил автоответчик и услышал сообщение Джона: „Дружище, мы видели его, мы все собираемся в Уэльс. Ты должен поехать с нами“. Следующим было сообщение от Джорджа: „Представляешь, мы видели его! Махариши замечательный! В субботу мы все едем в Уэльс, и ты должен поехать с нами“».
В августе 1967 года The Beatles посетили семинар Махариши Махеш Йоги по трансцендентальной медитации в Бангоре (Уэльс). Однако участие музыкантов в семинаре было прервано 27 августа известиями о смерти их менеджера Брайана Эпстайна, который был найден мёртвым в своём лондонском доме. Стремясь более глубоко овладеть медитацией, группа запланировала поездку в учебный центр Махариши в Индии в конце октября. Однако по настоянию Пола Маккартни квартет отложил поездку до Нового года, чтобы закончить работу над фильмом «Волшебное таинственное путешествие», так как музыкант полагал, что с потерей Эпстайна группа должна была в первую очередь сосредоточиться на своей карьере. Наиболее преданными учению Махариши битлами были Джордж Харрисон и Джон Леннон — они дважды появлялись в телевизионной программе Дэвида Фроста осенью 1967 года с целью рассказать о достоинствах трансцендентальной медитации западному зрителю.
После этого Махариши, получивший от прессы прозвище «Гуру Beatles», отправился в своё восьмое мировое турне, во время которого выступал с лекциями в Великобритании, Скандинавии, Западной Германии, Италии, Канаде и Калифорнии. В январе 1968 года, во время конференции Махариши в нью-йоркском Felt Forum (в присутствии 3600 зрителей), The Beatles отправили ему большую цветочную композицию, которая была доставлена в его номер в пятизвёздочном отеле «Плаза». В декабре Леннон и Харрисон присоединились к своему учителю во время его выступления на рауте ЮНИСЕФ в Париже, тогда же Харрисон познакомил Махариши с ещё одним музыкантом — Деннисом Уилсоном из группы The Beach Boys. Коллега Уилсона Майк Лав описал лекцию Махариши как «внушающую благоговение» и «самый глубокий [духовный] опыт, который я когда-либо испытывал».

Афиша фильма «Волшебное таинственное путешествие», 1967 год

Махариши широко освещался в западных СМИ, особенно в США, где журнал Life посвятил статью феномену трансцендентальной медитации и объявил 1968 «Годом Гуру». Тем не менее, многие представители ведущих СМИ по-прежнему с подозрением относились к мотивации Махариши. Так, британский сатирический журнал Private Eye прозвал его «Veririchi Yogi Lotsamoney» (рус. Оченьбогатый Йог Многоденег). Леннон при этом поддерживал требование Махариши о том, чтобы его ученики отчисляли еженедельные взносы в его организацию, назвав это требование «самым справедливым». Леннон также заявил: «Ну и что, если он коммерсант? Мы самая коммерческая группа в мире!». Тем не менее, The Beatles были обеспокоены тем, что Махариши, судя по всему, использовал их имя для саморекламы. По словам Питера Брауна, который временно взял на себя обязанности Эпстайна после его смерти, Махариши вёл переговоры с телеканалом ABC о запуске персонального телешоу с участием группы. В попытке помешать реализации этих планов Браун дважды посетил Махариши в Мальмё, причём во второй раз вместе с Харрисоном и Маккартни — но гуру лишь «хихикал» в ответ. По словам Брауна, Харрисон защищал своего учителя, заявляя: «Он не современный человек. Он просто не понимает этих вещей».
В январе 1968 года Харрисон прилетел в Бомбей, чтобы поработать над материалом своего дебютного альбома Wonderwall Music, рассчитывая, что остальная часть группы также прибудет в Индию. Однако из-за того, что коллеги задержались, он принял решение вернуться в Лондон. После этого группа провела недельную сессию в студии, где записала песни для сингла, который был выпущен, пока они находились в Ришикеше. Бо́льшая часть композиции, выбранной в качестве би-сайда, «The Inner Light», была записана Харрисоном в Бомбее: в её мелодию было вплетено звучание индийских инструментов, а текст был посвящён медитации как средству для подлинного понимания мира. Другая композиция — песня Леннона «Across the Universe», не издававшаяся до конца 1969 года, — содержала рефрен «Jai Guru Deva», который являлся стандартным приветствием в движении духовного возрождения Махариши. Сам Махариши в конце января 1968 года вылетел из США в Лондон, а затем в Индию в сопровождении Мии Фэрроу, Пруденс Фэрроу и их брата Джона.

## Прибытие

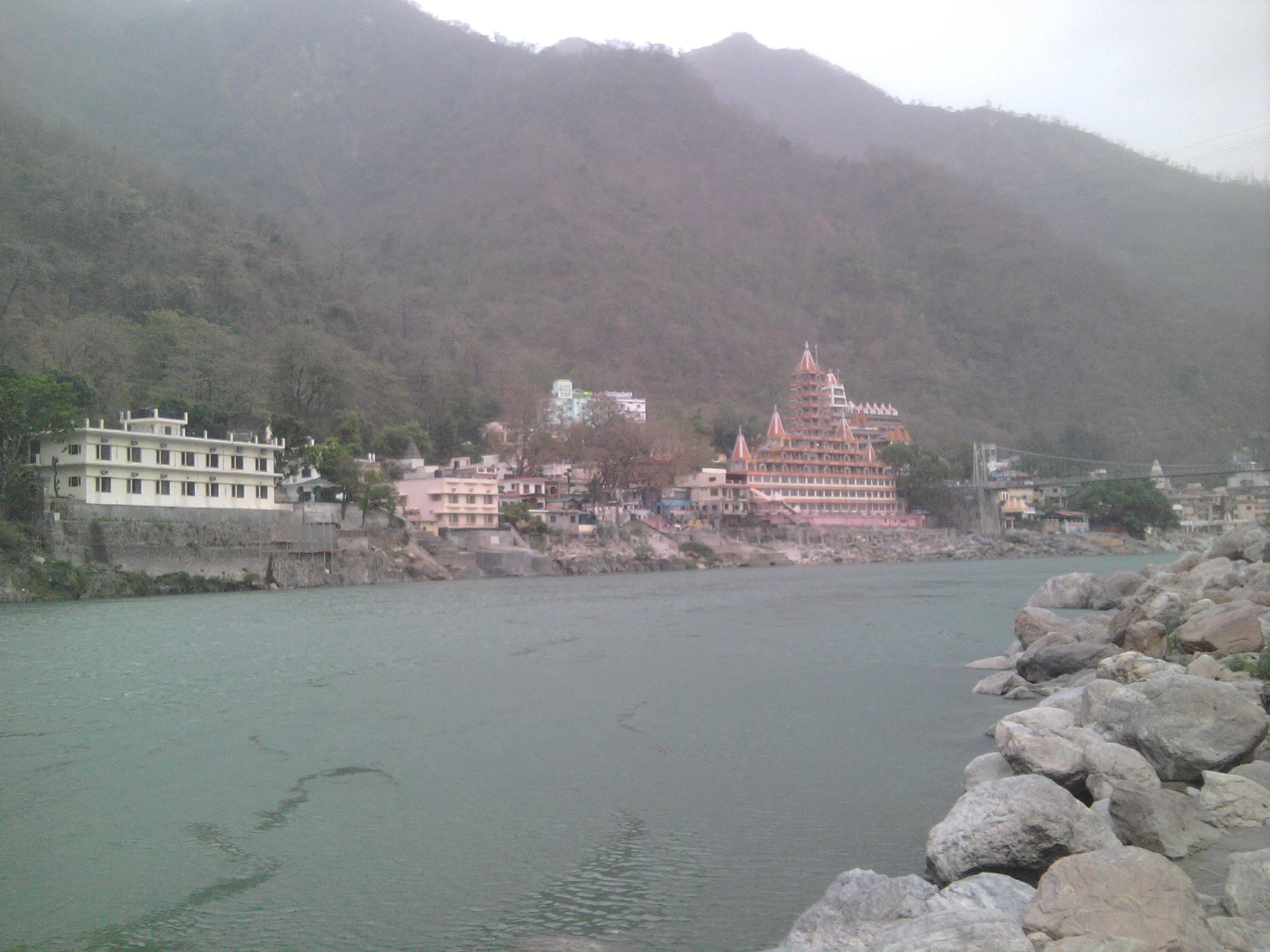
Панорама города Ришикеша с пляжа

The Beatles и их окружение путешествовали в Ришикеш двумя отдельными группами. Леннон и Харрисон, а также их жёны Синтия Леннон и Патти Бойд, вместе с её сестрой Дженни, прибыли в Дели 15 февраля. В аэропорту их встретил помощник Мэл Эванс, который организовал 150-мильную (240 км) шестичасовую поездку на такси до Ришикеша. Маккартни, его подруга Джейн Эшер, Ринго Старр и его жена Морин приземлились в Дели четырьмя днями позже. Поскольку после прилёта Леннона и Харрисона пресса ожидала их прибытия, оставшаяся часть ансамбля подверглась повышенному вниманию со стороны прессы. Как только Старр прибыл в Дели, он попросил Эванса отвезти его к врачу из-за негативной реакции на противовирусную прививку. В результате Старр, Маккартни и их подруги остались на ночь в Дели, отправившись с Эвансом в ашрам Махариши только утром следующего дня — 20 февраля.
The Beatles прибыли в ашрам через три недели после начала курса, который должен был закончиться 25 апреля. Их сопровождала свита репортёров и фотографов, большинство которых не пропустили на территорию комплекса. В дополнение к Эвансу, большую часть визита вместе с музыкантами находился ещё один их помощник — Нил Аспиналл. Алексис (Мэджик Алекс) Мардас, греческий инженер-электроник, который был одним из первых, кто рекомендовал Махариши группе в 1967 году, прибыл четыре недели спустя. Денис О’Делл, глава компании Apple Films, также присоединился к группе на короткое время. В своих мемуарах «The Love You Make» Браун вспоминал, что узнал о намерении The Beatles уехать в Ришикеш лишь в том же месяце, несмотря на то, что он и музыканты были намерены начать запуск мультимедийной компании Apple Corps, в тот же период. Менеджер писал: «Они надеялись, что мастерство трансцендентальной медитации дарует им мудрость управлять Apple».
В этот же период в Ришикеше находились Миа Фэрроу, её сестра Пруденс и брат Джон, а также певец Донован, скульптор Джип Миллз (Цыган Дэйв), Майк Лав, джазовый флейтист Пол Хорн, кинорежиссёр Пол Сальцман, актёры Том Симкокс и Джерри Стовин, а также десятки других адептов гуру — европейцы и американцы. Помимо этого, в ашраме в качестве публициста и доверенного лица Махариши присутствовала американская светская львица Нэнси Кук Де Эррера. Несмотря на то, что во время визита The Beatles представителям прессы было запрещено посещать ашрам, было сделано индивидуальное исключение для журналиста Льюиса Лэпэма из газеты The Saturday Evening Post, который подробно освещал ретрит группы. Вопреки слухам, актриса Ширли Маклейн не проходила курс медитации вместе с The Beatles. Первоначально Леннон планировал пригласить с собой Йоко Оно, однако в итоге отказался от этой идеи.

## Место пребывания
«Ришикеш — изумительное место, там Ганг течёт со склонов Гималаев на равнину между горами и Дели. С Гималайских гор вниз несётся бурный поток, через который нам пришлось перебираться по длинному подвесному мосту. Ашрам располагался на холме, откуда открывался вид на городок и реку. [...] Весь участок занимал восемь или десять акров».
Расположенный в «Долине Святых» в предгорье Гималаев, Ришикеш является местом религиозного значения и «мировой столицей йоги». Международная академия медитации Махариши, также называемая ашрамом Чаураси Кутия (англ. Chaurasi Kutia), представляет собой 14-акровый (57 000 м²) комплекс, окружённый джунглями, расположенный на противоположной стороне реки Ганг от самого Ришикеша, на высоте 46 метров над рекой.
Комплекс был построен в 1963 году на деньги американки Дорис Дюк, наследницы одной из крупных табачных империй (которая также пожертвовала 100 тысяч долларов на развитие Академии медитации), на земле, арендованной у Лесного департамента Уттар-Прадеш (англ. Uttar Pradesh Forest Department). Учебный центр был спроектирован с учётом западных нюансов (с водопроводом, туалетами и т. д.) и получал разные оценки — от «роскошного» до «захудалого». Впоследствии Старр характеризовал ашрам как «духовный Бутлинз» (сеть недорогих британских баз отдыха). Комплекс мог разместить несколько десятков человек — каждое из его каменных бунгало содержало пять комнат. Бунгало, предоставленные The Beatles, были оборудованы электрическими обогревателями, проточной водой, туалетами и мебелью в английском стиле. По словам Кук де Эрреры, Махариши заказал много «специальных предметов» из соседней деревни, чтобы в комнатах битлов были зеркала, настенные ковры, отштукатуренные стены, «поролоновые матрасы» и покрывала. Она писала, что по сравнению с другими бунгало помещения The Beatles «выглядели, как дворцы». Собственное жильё Махариши представляло собой длинное бунгало современного архитектурного стиля, расположенное вдали от других зданий.
Во время пребывания The Beatles в ашраме Махариши вёл переговоры с индийским правительством, чтобы использовать некоторые близлежащие парковые зоны в качестве взлётно-посадочной полосы для предоставленного ему самолёта; против сделки возражали несколько тысяч безземельных крестьян, которым было отказано в использовании земли для ведения сельского хозяйства. Ашрам был окружён колючей проволокой, ворота запирались и находились под постоянной охраной. Несмотря на то, что Махариши не подпускал прессу к своим знаменитостям, сам он неоднократно давал интервью.

## Жизнь в ашраме

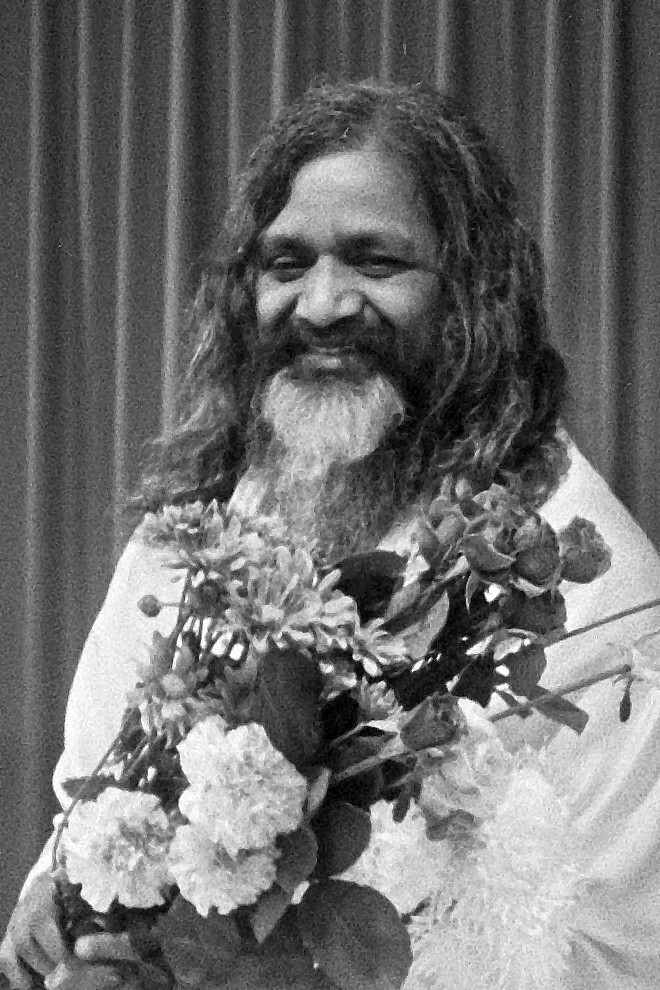
Махариши Махеш Йоги, сентябрь 1967 года

Для гостей Махариши были организованы простые бытовые условия. Помимо жизни в каменных коттеджах, они питались исключительно вегетарианской пищей, которую принимали на открытом воздухе во время общей трапезы. Деятельность учеников была посвящена медитации и посещению лекций гуру, который выступал с платформы, украшенной цветами, под отдельным навесом. Также Махариши давал частные уроки битлам по отдельности — официальной причиной был поздний срок их прибытия. Спокойная обстановка, обеспеченная Махариши, вкупе с медитацией, релаксацией и изоляцией от медийного пространства, способствовала расслаблению музыкантов. Харрисон поделился с Сальцманом мыслями о мотивации группы к изучению трансцендентальной медитации: «У нас есть все деньги, о которых можно мечтать. У нас есть слава, которой можно желать. Но это не любовь. Это не здоровье. Это не душевный мир, верно ведь?». По словам Сальцмана, Харрисон предавался медитации искренне, в то время как отношение к ней Леннона было «более незрелым … он искал „Ответ“. Но Ответа не существует». Донован вспоминал, что в ходе первой встречи с Махариши после прибытия в Ришикеш в комнате царила неловкая тишина, пока Леннон наконец не подошёл к Махариши и не погладил его по голове, сказав: «Хороший маленький гуру». После этого все в комнате прыснули со смеху. Харрисон же прозвал Махариши «Большим М».
В учении Махариши было семь уровней сознания, курс должен был наделить студентов опытом четвёртого уровня — «чистого» или трансцендентного сознания. Вскоре Махариши отменил общие лекции, просто дав ученикам указание медитировать как можно дольше. Один из них медитировал 42 часа подряд, а по словам Патти Бойд, сама она однажды медитировала семь часов кряду. Дженни Бойд также медитировала подолгу, но одновременно страдала от дизентерии (ошибочно диагностированной как тонзиллит); по её словам, Леннон тоже чувствовал себя плохо, страдая из-за смены часовых поясов и бессонницы. Длительные сеансы медитации сказались на психологическом состоянии учеников — многие из них сделались угрюмыми и нервными. Как и 60 других учеников в ашраме, битлы носили местную одежду, которая была пошита частным портным комплекса. Музыканты делали покупки в Ришикеше, там же были приобретены сари для женщин и материал, из которого были пошиты рубашки и куртки для мужчин. Впоследствии эти наряды повлияли на западную моду, так как The Beatles часто надевали их по возвращении на родину.
Ученики принимали пищу (вегетарианские блюда) в общей обеденной зоне, где еда оставалась недоступной для диких обезьян (распространённых в Индии гульманов) и ворон. Мнения очевидцев о еде разнятся, некоторые находили её пряной, в то время как другие говорили, что она была пресной. Леннон называл еду «паршивой», а Патти Бойд — «вкуснятиной». Меню включало нохут, смешанный с семенами тмина, тесто из цельной пшеницы, запечённое на огне, приправленный баклажанами картофель, выкопанный прямо перед трапезой, на завтрак готовили кукурузные хлопья, тосты и кофе. Эванс покупал яйца для Старра, у которого были проблемы с пищеварением из-за хронических болезней. Впоследствии барабанщик вспоминал: «Эта еда была для меня кошмаром из-за моей аллергии на множество разных вещей, поэтому я взял с собой два чемодана: один с одеждой, а другой с банками фасоли Хайнц». После обеда музыканты собирались на крыше бунгало Харрисона, чтобы пообщаться и послушать звуки реки Ганг. Иногда они слушали музыку и играли на гитаре или ситаре, в то время как их жёны собирались в одной из своих комнат и обсуждали жизнь в роли спутниц битлов.

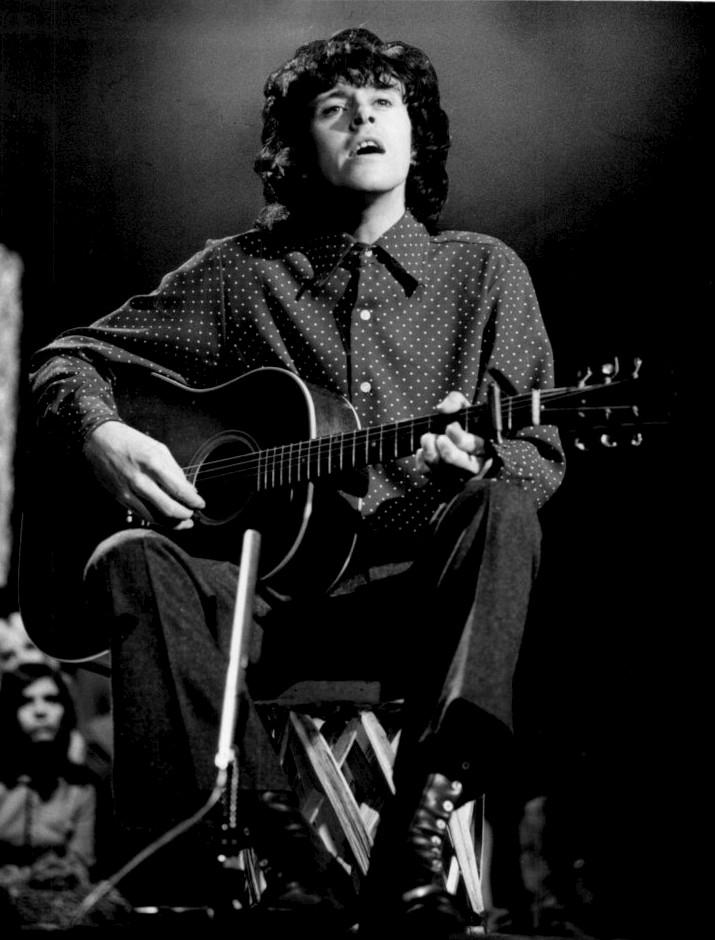
Певец Донован был одним из первых музыкантов, которые следом за The Beatles начал увлекаться медитацией. В Ришикеше он научил группу технике гитарного перебора.

По воспоминаниям Сальцмана, The Beatles были «очень близки и сплочённы» в этот период. Донован научил Леннона технике гитарного перебора, которую тот, в свою очередь, показал Харрисону. Впоследствии эта техника была реализована Ленноном в песнях «Julia» и «Dear Prudence», причём последняя была написана с целью отвлечь Пруденс Фэрроу от её интенсивной медитации. Леннон вспоминал: «Она закрылась [от всех] на три недели и пыталась постигнуть Бога быстрее, чем кто-либо другой». Ещё одним источником вдохновения стал свежий альбом Боба Дилана John Wesley Harding. Пребывание в ашраме стало одним из самых продуктивных творческих периодов группы. По словам Леннона, находясь в Ришикеше, он написал некоторые из своих «самых убогих», но также и одни из «лучших» песен. Как Леннон, так и Маккартни часто тратили время на сочинение, а не на медитацию, даже Старр написал свою первую сольную песню — «Don’t Pass Me By». Обсуждались планы организации концерта в Дели с участием The Beatles, The Beach Boys, Донована и Пола Хорна. Несмотря на то, что Харрисон также написал несколько новых композиций, он укорял остальных, что они не уделяют больше времени медитации. Когда Маккартни поделился своим видением нового альбома, содержащего песни, которые у них накопились, Харрисон воскликнул: «Мы здесь не для того, чтобы заниматься следующим альбомом. Мы здесь, чтобы медитировать!». Многие сочинённые в Ришикеше песни были вдохновлены природой и отражали простоту жизни в ашраме, поэтому заметно контрастировали с прошлогодней психоделической работой группы (Sgt. Pepper’s Lonely Hearts Club Band), но тем не менее, лишь немногие из них явно отражали опыт трансцендентальной медитации.
Подход The Beatles к медитации был отмечен дружеской конкуренцией между четырьмя участниками группы. Леннон положительно отзывался о целеустремлённости Харрисона, говоря: «Учитывая то, как прогрессирует Джордж, к сорока́ годам он будет летать на ковре-самолёте». Сам Леннон, по словам его жены Синтии, был «евангелистом в своей восторженности по отношению к Махариши», в то время как она сама была «немного более скептичной». Впоследствии, Синтия писала что ей «нравилось в Индии» и что она надеялась, что они с мужем «вновь обретут потерянную близость»; однако, к её разочарованию, Леннон становился «всё более холодным и отчуждённым». В бунгало Леннона находились «кровать с балдахином, туалетный столик, пара стульев и электрический камин». Между долгими сеансами медитации музыкант играл на гитаре, а его жена рисовала картины и писала стихи. Спустя две недели Леннон попросил себе спальное место в отдельной комнате, объяснив это тем, что он может медитировать только в одиночестве. При этом он каждое утро ходил в местное почтовое отделение, чтобы проверить телеграммы от Оно, приходившие практически ежедневно. Одна из этих телеграмм гласила: «Смотри на небо и думай обо мне, когда видишь облако».

### Особые мероприятия

Фотография Махариши и его учеников, сделанная в Ришикеше февральским утром. Первый ряд слева направо: Ринго Старр, Морин Старки, Джейн Эшер, Пол Маккартни, Джордж Харрисон, Патти Бойд, Синтия Леннон, Джон Леннон. Гуру в центре сверху

«Мировая пресса» постоянно дежурила около ворот ашрама, однако Махариши отказал им во входе, попросив СМИ вернуться после того, как The Beatles «уделят немного времени курсу». По словам Кук де Эрреры, битлы были «очень довольны тем, как [ловко] это было сделано». Де Эррера писала в своих мемуарах, что Махариши уделял «особое внимание» всем знаменитостям, несмотря на её предупреждения не подпитывать их эго. Впоследствии Миа Фэрроу рассказала, что чувствовала себя ошеломлённой вниманием со стороны Махариши, включая частные сеансы, подарки фруктов и организацию вечеринки в честь её дня рождения, где он вручил ей бумажную корону.
В конце февраля Махариши предложил сделать групповое фото всех своих учеников. По словам Лэпэма, гуру начал готовиться к съёмке рано утром и подошёл к задаче, будто «режиссёр на съёмочной площадке». Инструктируя своих помощников, он наблюдал за сборкой ступенчатой платформы, размещением цветов и горшечных растений перед сценой, а также распределением мест для каждого из своих студентов, руководствуясь нарисованной им от руки схемой. Затем учеников призвали занять отведённые им места вокруг Махариши; каждый из них был одет в традиционное индийское одеяние и украшен цветочными гирляндами красного и оранжевого цвета. Позади Махариши была размещена большая картина с изображением Свами Брахмананды Сарасвати — гуру, воспетого Ленноном в песне «Across the Universe». Фотосессия заняла полчаса, в течение которых участники сидели лицом к яркому утреннему солнцу. В 2009 году газета The Hindu назвала это фото «одной из самых знаковых фотографий в истории рок-н-ролла». Наряды битлов контрастировали с их привычным публичным имиджем — западной психоделической одеждой, которую они обычно носили до прибытия из Лондона. Эта фотография, а также другие материалы фотосессии были использованы в статье Лэпэма для Saturday Evening Post, размещённой на первой полосе. Хотя в то время престиж журнала падал, для среднего класса в США он ещё оставался влиятельным СМИ. Одним из фотографов сессии был Сальцман, канадский режиссёр, который приехал в ашрам после завершения работы над своим фильмом в другой части Индии. Сделанные им фотографии были опубликованы в 2000 году в книге «The Beatles in Rishikesh».

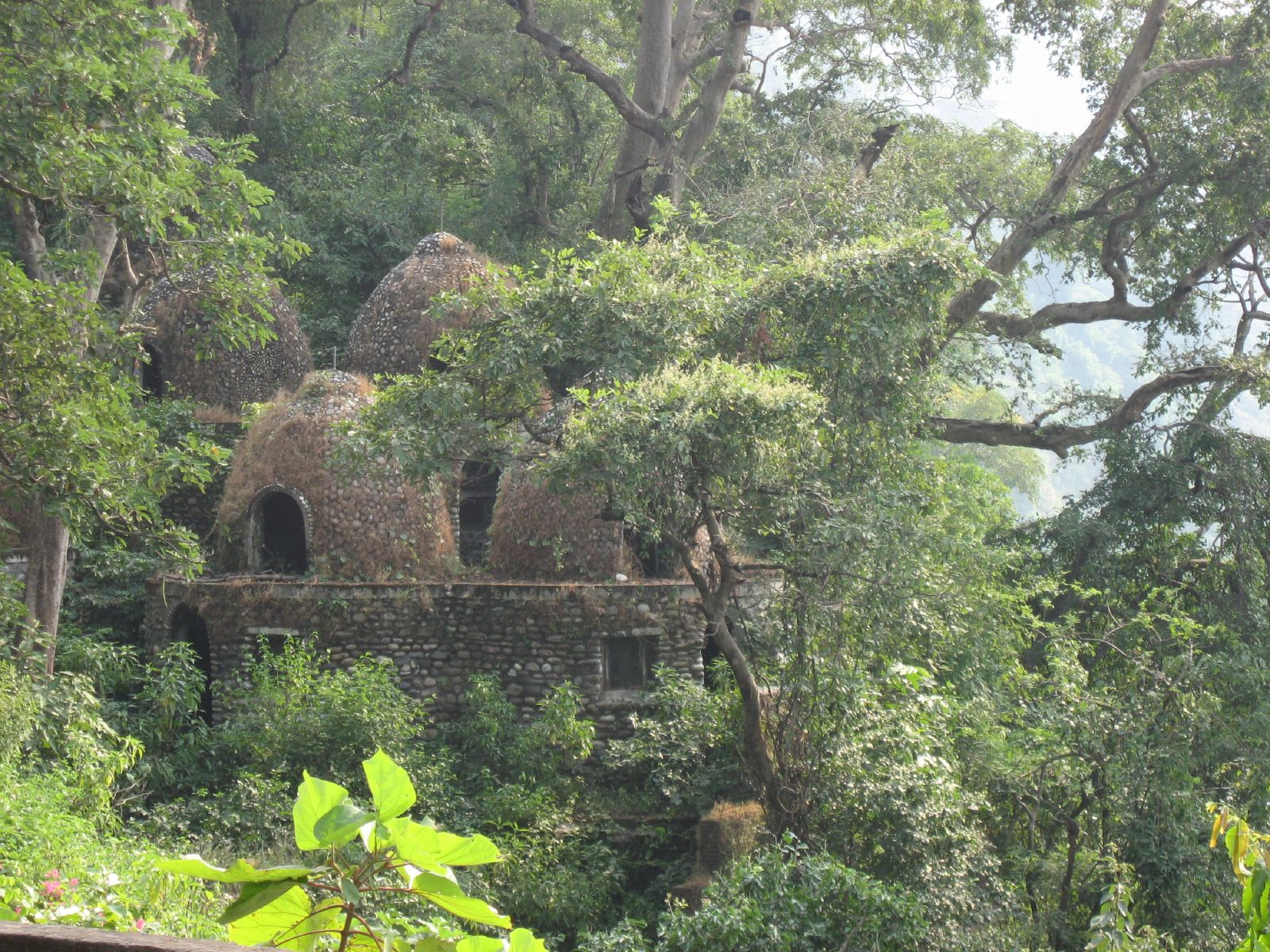
Пещеры для медитации в ашраме Махариши в Ришикеше, 2006 год

25 февраля Махариши организовал вечеринку в честь юбилея Харрисона. Мероприятие включало коллективное пение, сольное выступление Харрисона (с ситаром) и фейерверк. Махариши подарил Харрисону перевёрнутый пластиковый глобус, сказав: «Джордж, глобус, который я дарю тебе, символизирует нынешний мир. Я надеюсь, что ты поможешь нам всем решить задачу по его исправлению». Харрисон тут же перевернул шар в правильное положение, воскликнув: «Я сделал это!». 17 марта состоялось празднование дней рождения Патти Бойд и Пола Хорна. 8 апреля Махариши преподнёс Леннонам наряд индийского принца в качестве подарка для их сына, которому исполнилось пять лет.
Владелец авиационной компании и покровитель Махариши, Керши Камбата (англ. K. S. Khambatta), выделил для полётов гуру и его гостей два вертолёта, используя их славу в качестве рекламы, хотя для этих рейсов требовалось доставлять топливо из Ришикеша на грузовике. Маккартни спрашивал у Леннона, почему тот так хочет быть одним из тех, кто отправляется с гуру в его вертолётные прогулки, на что Джон ответил: «Сказать по правде, я надеялся, что он незаметно подскажет мне Ответ». В начале марта итальянская компания сняла кинохронику, в которой Махариши и его студенты сплавлялись по реке. Во время путешествия The Beatles, вместе с другими музыкантами, исполняли такие песенные стандарты, как «When the Saints Go Marching In» и «You Are My Sunshine».
Однажды вечером, во время полнолуния, Махариши организовал для своих учеников круиз по Гангу на двух баржах. Путешествие началось с чтения Вед двумя пандитами, после этого музыканты достали свои инструменты. битлы пели песни Донована, он в свою очередь исполнял песни The Beatles, а Хорн играл на флейте.

### Отъезды Старра и Маккартни

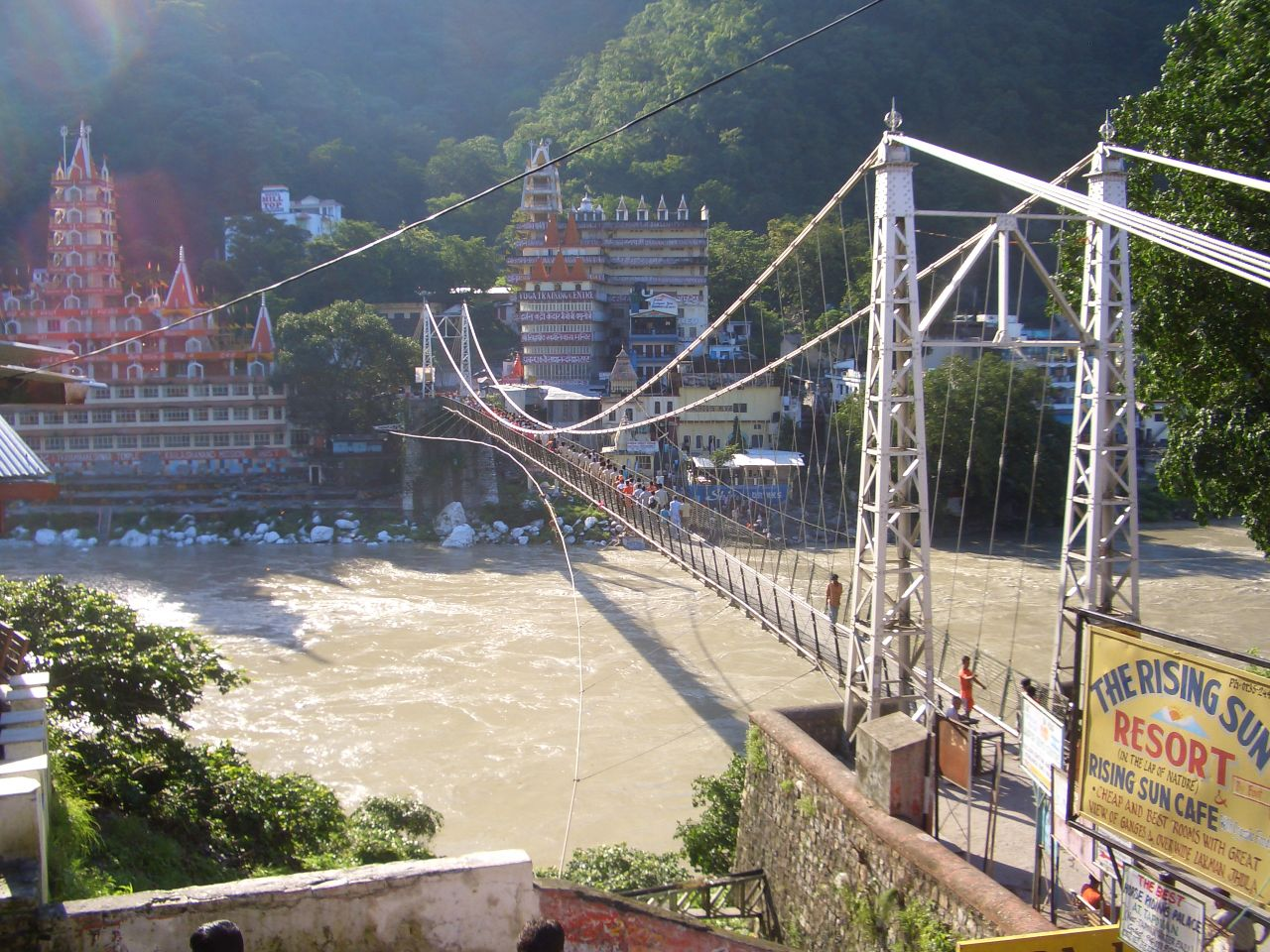
Висячий мост Лакшма́на над рекой Ганг, расположенный в 5 км от Ришикеша

У жены Старра была сильная инсектофобия. По воспоминаниям Маккартни, однажды она «отказалась выходить из комнаты, потому что за дверью жужжала муха». В ашраме было много пауков, комаров и мух, однако, когда Старр пожаловался на это Махариши, тот сказал ему: «Для людей, путешествующих в области чистого сознания, мухи не имеют большого значения». Барабанщик парировал: «Да, но это не избавляет от мух, не так ли?». Помимо этого Старру не нравилась местная еда, кроме того, они с женой сильно скучали по детям (в том числе по новорождённому сыну Джейсону). В итоге пара покинула Индию 1 марта, однако по возвращении в Великобританию музыкант заявил: «Я бы не хотел, чтобы кто-то думал, что нам там не понравилось». Позже Маккартни вспоминал: 
Ринго был британцем до мозга костей. Мы ели карри и острую пищу, а у него она вызывала раздражение желудка (наверное, из за перитонита, перенесённого в детстве). Морин терпеть не могла мух. Если в комнате оказывалась хотя бы одна муха, Морин неотрывно следила за ней. [...] Условия жизни в Ришикеше для них не годились.
Маккартни и Эшер уехали в середине марта, так как музыкант был ангажирован вернуться в Лондон, чтобы контролировать создание Apple Corps, а у его жены были театральные обязательства. Перед отъездом Маккартни сказал Кук де Эррере: «Теперь я другой человек». У музыканта вызывала неловкость постоянная лесть Махариши, включая его обращение к группе — «благословенные лидеры мировой молодёжи». Впоследствии Маккартни говорил, что он изначально намеревался пробыть в Индии не больше месяца и что он знал, что рискует быть обвинённым своими коллегами в неискренней приверженности к медитации. В свою очередь, Миа Фэрроу, которая периодически уезжала из ашрама, отправилась в речной круиз по Индии, прежде чем вернуться в Соединённые Штаты.

## Скандалы

### Деловые интересы Махариши и прибытие Мардаса
«Когда люди говорят: „Неужели у него ничего не припрятано в швейцарском банке?“ — я всегда отвечаю, что я ни разу не видел его в европейском костюме — он всегда был в своём балахоне из тонюсенькой ткани. Если бы всем этим он занимался ради денег, кто-то мог бы видеть, как он вылезает из своего „роллса“ возле какого-нибудь ночного клуба в Нью-Дели. Но он постоянно сидел у себя дома, медитировал, завернувшись в тонкую ткань вроде марли, и я думал: „Нет, в преследовании корыстных интересов его обвинить нельзя“».
По словам писателя Джонатана Гулда, Леннон и Харрисон расценивали отъезд своих коллег как очередной пример их «игнорирования пути́ высшего сознания», так же, как ранее они, особенно Маккартни, пренебрегали экспериментами с ЛСД, которыми были увлечены Джон с Джорджем. Несмотря на то, что Харрисон и Леннон оставались непоколебимы в своей преданности медитации и после отъезда Маккартни, некоторые участники их окружения продолжали относиться с недоверием к контролю со стороны Махариши. Так, Аспиналл был крайне удивлён, когда узнал, что Махариши был изощрённым переговорщиком, разбираясь в финансовых вопросах лучше рядового человека. По словам Сальцмана, Эванс сказал ему, что Махариши хотел, чтобы группа перечислила до 25 % прибыли от своего следующего альбома на его счёт в швейцарском банке в качестве десятины, на что Леннон ответил: «Через мой труп!». С другой стороны, Браун утверждал, что Леннон не возражал против уплаты десятины, пока не вмешался Алекс Мардас «самый ярый критик» Махариши.
Мардас прилетел в Ришикеш после отъезда Маккартни. Он указал на роскошный быт и деловую хватку Махариши и задал Леннону вопрос, почему возле гуру всегда находится бухгалтер. По словам Мардаса, в попытке прекратить критику с его стороны гуру предложил ему деньги на строительство мощной радиостанции. Впоследствии Леннон сказал своей жене, что для духовного человека Махариши проявлял «слишком много интереса к общественному признанию, знаменитостям и деньгам». Позже Синтия Леннон, Кук де Эррера и Барри Майлз обвиняли Мардаса в том, что он настроил Леннона против Махариши; однако в обращении, опубликованном в газете The New York Times (2010 год), Мардас заявил, что это не соответствовало действительности. Между тем, из-за необычно жаркой погоды (февраль в Индии является довольно прохладным месяцем) Махариши решил переместить всю группу в Кашмир, где был более высокогорный и прохладный климат. Переезд был запланирован через неделю и считался финальным этапом ежегодного курса медитации.
По словам Кук де Эрреры, Махариши предоставил The Beatles и Apple Corps права на съёмки фильма о себе, своём движении и учителе Гуру Дев (англ. Guru Dev). Однако, пока их «люди и оборудование были в пути», Чарльз Лютс, глава движения Махариши в США, прилетел и подписал контракт с компанией Four Star Films. Договор был заключён Хорном, а руководить съёмками должен был Джон Фэрроу. Хорн надеялся, что в фильме снимутся Донован, The Beatles, The Beach Boys и Миа Фэрроу. Тем не менее, после прибытия 11 апреля части съёмочной группы Харрисон и Леннон отказались от участия в киноленте. По словам Хорна, присутствие персонала Four Star Films в Ришикеше стало катализатором недовольства двух битлов.

### Обвинения в сексуальных домогательствах

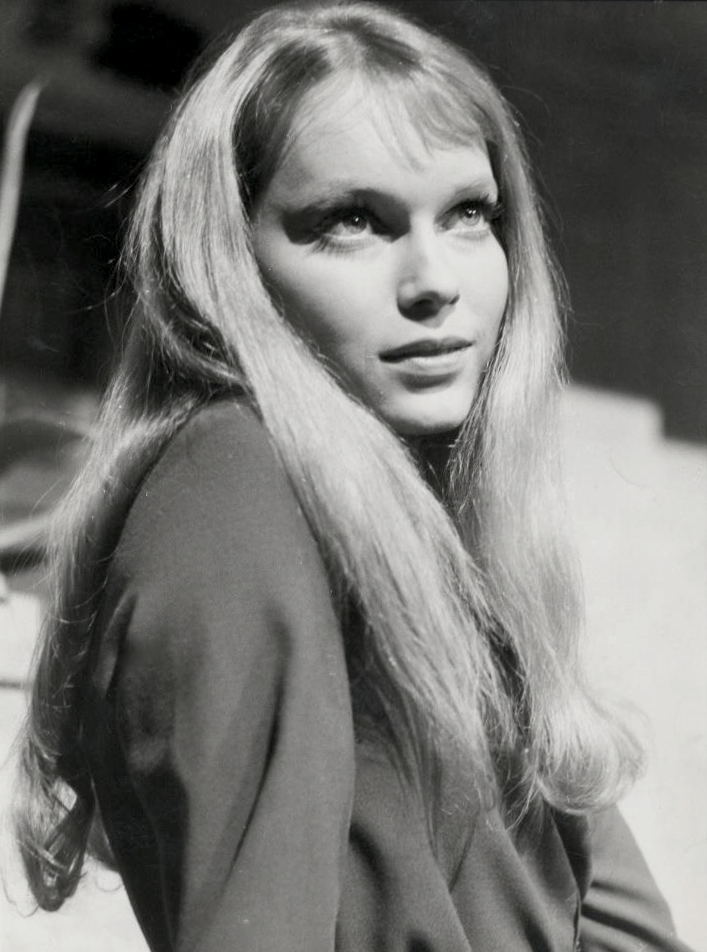
Американская актриса Миа Фэрроу в 1964 году

Перед тем, как покинуть ашрам, Миа Фэрроу сообщила The Beatles, что Махариши приставал к ней. Впоследствии Нед Винн, друг детства Фэрроу, вспоминал в своих мемуарах, как актриса рассказала ему в начале 1970-х, что гуру несомненно пытался её домогаться. Кук де Эррера писала в своей автобиографии, что Фэрроу пожаловалась ей ещё до приезда The Beatles, что Махариши пытался приставать к ней во время приватного обряда пуджи, погладив её волосы. Кук де Эррера сказала Фэрроу, что та просто неправильно интерпретировала действия гуру. В воспоминаниях самой Фэрроу события описаны достаточно неопределённо: описывая свою встречу с Махариши в его частной «пещере» для медитации, она утверждала, что он пытался обнять её. По словам актрисы, её сестра Пруденс разъяснила ей, что прикосновения к кому-то после медитации являются «честью» и частью традиции для «святого человека».
По словам Патти Бойд, именно обвинения Махариши в сексуальных домогательствах привели к тому, что дальнейшие события ретрита пошли «наперекосяк». Леннон был убеждён в том, что Махариши, который афишировал свой целибат, приставал к Фэрроу или имел отношения с другими молодыми ученицами. По словам Мардаса, американская учительница по имени Розалин Бонас пожаловалась ему и Леннону, что Махариши совершал «действия сексуального характера» по отношению к ней. Тем не менее, Синтия Леннон считала, что Мардас просто привёл «молодую и впечатлительную» девушку. Браун вспоминал, что Мардас говорил ему о том, что одна из учениц, молодая медсестра из Калифорнии, рассказала о своей половой связи с Махариши. Мардас организовал слежку за Махариши, когда они с Бонас были наедине, и утверждал, что видел их в компрометирующем положении — гуру играл с грудями пышнотелой девушки. В то же время многие из живших в ашраме, в том числе Харрисон, Хорн, Кук Де Эррера, Синтия Леннон и Дженни Бойд не верили в то, что Махариши приставал к девушкам. По словам Синтии, утверждения Мардаса о домогательствах Махариши набирали силу «без единого доказательства или обоснования». Патти Бойд также выразила сомнение относительно правоты Мардаса, но на фоне всеобщей подозрительности ей приснился «ужасный сон о Махариши», и на следующий день она сказала Харрисону, что они должны покинуть ашрам. В свою очередь Пол Хорн так отзывался об этих событиях: «Заваруха началась, когда люди с курса начали приходить туда [в ашрам] просто ради того, чтобы побыть рядом с их любимой группой. Та женщина начала распускать грязные сплетни по поводу Махариши просто ради привлечения внимания. Она пошла к The Beatles и наговорила гадостей про гуру».
Дипак Чопра, который не присутствовал в ашраме, но позже стал учеником Махариши и другом Харрисона, рассказал в 2006 году, что The Beatles вызывали недовольство у гуру тем, что принимали наркотики, включая ЛСД. В статье газеты Washington Post сообщалось, что «некоторые [люди] говорили, что The Beatles возобновили употребление наркотиков в ашраме». Битлы также нарушили «правило отказа от алкоголя», так как употребляли «самогон», который Мардас, по мнению Синтии, проявлявший к медитации лишь поверхностный подход, привозил из соседней деревни.

## Отъезд Леннона и Харрисона
«Большой шум поднялся, когда стало известно, что он приставал к Фэрроу и нескольким другим женщинам. Мы всю ночь спорили, правда это или нет. И когда Джордж начал думать, что эти слухи могут оказаться правдой, я понял, что это правда, потому что, если уж Джордж сомневается в нём, значит, в этой истории что-то есть. И мы пошли к Махариши. Вся компания на следующий день отправилась к его богатому бунгало в горах. Когда дело доходило до копания в грязном белье, говорить приходилось мне. Так было всегда. Когда ситуация заходила в тупик, говорить был вынужден я».
В ночь на 11 апреля Леннон, Харрисон и Мардас собрались чтобы обсудить своё отношение к Махариши, и решили уехать на следующее утро. По словам Брауна, происходившее напоминало ожесточённый спор: Харрисон, «разъярённый» действиями Мардаса, не верил его аргументам. Утром битлы и их жёны поспешно собрали вещи, в то время как Мардас отправился в Дехрадун, чтобы найти такси. Говорить с Махариши должен был Леннон.
Леннон рассказал об этом разговоре в интервью 1970 года для Rolling Stone. Когда Махариши спросил, почему они уходят, музыкант ответил: «Если вы и вправду связаны с космосом, вы поймёте почему». Пол Мейсон, биограф Махариши, впоследствии отмечал, что тем самым Леннон поставил под сомнение наличие космического сознания у гуру, его связь с космосом. В этом же интервью Леннон подчеркнул, «Тогда он бросил на меня взгляд, который говорил: „Я убью тебя, ублюдок“. Он так посмотрел. И когда я поймал этот взгляд, я понял, что обвинил его в мошенничестве». Мадрас описывает события следующим образом: «Джон и я отправились к Махариши с целью узнать, что произошло … он попросил Махариши объясниться»; гуру ответил на обвинения музыканта словами: «Я всего лишь человек». По словам Леннона, он был резковат с гуру, Махариши же лишь недоумевал: «Нет, не знаю, объясните мне [что я сделал]», на что музыкант «продолжал твердить: „Вы должны знать“». В свою очередь, Харрисон утверждал, что к гуру ходили только он с Джоном, и так как Леннон «всё равно собирался уезжать», чтобы увидеться с Оно, теперь у него была «веская причина убраться отсюда». По словам Харрисона, ему всё равно нужно было уезжать на юг Индии, где он должен был участвовать в съёмках фильма «Рага» о Рави Шанкаре, и что он уведомил Махариши о своём отъезде заранее, перед перемещением курса в Кашмир.
Ожидая прибытия такси, Леннон написал песню «Maharishi», позже переименованную в «Sexy Sadie», после того как Харрисон объяснил ему, что это может быть расценено как клевета. В интервью 1974 года Леннон сказал, что они были убеждены, что задержка прибытия такси была организована местными жителями, лояльными к Махариши, и эта паранойя усугублялась комментариями «сумасшедшего грека»: «Он твердил: „Это чёрная магия, чёрная магия. Мы застрянем здесь навсегда“». По словам Синтии Леннон, когда они проходили мимо Махариши по пути к такси, он выглядел, «как библейский персонаж, одинокий в своей вере». Позже Дженни Бойд писала: «Бедный Махариши. Я помню, как он стоял у ворот ашрама, под зонтом помощника, пока The Beatles исчезали из его жизни. „Подождите“, — воскликнул он — „Давайте поговорим“. Но никто его не слушал».
По пути из ашрама такси всё время ломались, что наталкивало битлов на мысль о проклятии Махариши. В итоге у автомобиля, в котором находились Ленноны, спустила шина. Водитель оставил пассажиров и ушёл, по-видимому искать запасную, однако так и не вернулся. После того, как стемнело, Ленноны добрались до Дели, вылетев первым доступным рейсом обратно в Лондон. Во время перелёта подвыпивший Леннон рассказал своей жене о своих многочисленных изменах. Харрисон, напротив, не стремился возвращаться на родину, так как не хотел погружаться в управление Apple и другие деловые обязательства группы. В своей автобиографии Бойд отмечала: «Вместо этого мы отправились к Рави Шанкару и растворились в его музыке». По словам Харрисона, когда он подхватил дизентерию в Мадрасе, то счёл, что это могло быть связано с проклятием, наложенным Махариши, однако он быстро пошёл на поправку, после того как Шанкар дал ему особые амулеты.
Кук де Эррера, которая оставалась привержена трансцендентальной медитации всю свою жизнь и преподавала её многим знаменитостям, считала, что внезапный отъезд Харрисона и Леннона был связан с потерей контракта в пользу Four Star и присутствием в лагере их съёмочной группы. При этом по версии Чопры битлы покинули ашрам по требованию самого Махариши, который был недоволен тем, что музыканты и их окружение продолжали принимать наркотики: «[Гуру] вышел из себя. Он попросил, чтобы они уехали, что они и сделали, переполняясь гневом».

## Последствия
«Поездка [„Битлз“] в Ришикеш занимает такое же [важное] место в их истории, как и первое зарубежное приключение группы, их инаугурационной визит в Гамбург осенью 1960 года. Эти две поездки, разделённые восемью годами доселе невообразимого успеха, представляли собой всамделишные волшебные таинственные путешествия „Битлз“… хотя их символизм и симметрия кажутся почти совершенными, таинственная связь, которая впервые возникла на сцене захудалого гамбургского ночного клуба под названием «Индра», начала рваться восемь лет спустя на холмах самой Индии.
Отъезд и разлад с Махариши был широко освещён прессой. Прибыв в Дели, Леннон и Харрисон ограничились краткими комментариями, просто подчеркнув, что у них срочные дела в Лондоне и они не хотят сниматься в фильме Махариши. Однако после воссоединения в Великобритании группа объявила, что разочарована меркантильностью Махариши и его стремлением получить финансовую выгоду. 14 мая, когда Леннон и Маккартни в сопровождении Мардаса и Дерека Тейлора находились в Нью-Йорке, где презентовали Apple американским СМИ, Леннон воспользовался своим появлением на «The Tonight Show», чтобы отречься от Махариши. Он сказал ведущему, бейсболисту Джо Гараджиоле: «Мы верим в медитацию, но не в Махариши и его окружение». Он также заявил: «Мы совершили ошибку. Он такой же человек, как и все мы». В другом интервью Маккартни заявил: «[Махариши] милый парень. Мы просто больше с ним не встречаемся». К моменту своего возвращения в Лондон, 21 апреля, Харрисон пришёл к выводу, что они с Ленноном заблуждались по поводу Махариши. В июне музыкант сказал журналистам, что его недовольство было сосредоточено не на самом гуру, а на том, что движение духовного возрождения было «слишком организованным». В свою очередь, интервью Леннона 1970 года Rolling Stone было продиктовано чувством, что Махариши предал лично его, и представляло собой «очищение от прошлого», что было частью психологической методики первичной терапии Артура Янова, пациентом которого был музыкант. Размышляя в 1980 году, Леннон сказал, что он был «разочарован», обнаружив, что Махариши был «[всего лишь] человеком», те же чувства он впоследствии испытывал к самому Янову.

В свою очередь Пол Хорн, спустя много лет, так комментировал разлад битлов с Махариши: 
Их расставание было неизбежным. Эти курсы были разработаны для людей, которые хотели, прежде всего, научиться медитировать. The Beatles были неопытными и не хотели учиться; они жаждали чудес.  Джорджу было действительно интересно, а вот Ринго вообще был очень далёк от восточной философии. Джон всегда был скептиком до тех пор, пока ему не приводили железные доказательства. А Пол, несмотря на то что всегда был очень лёгким в общении, был слишком переменчив.
В эссе для журнала Mojo 2003 года писатель и журналист Марк Пэйтресс отметил, что у многих людей разрыв The Beatles с Махариши надолго вызвал подозрения, что «они превратились в чудаков, чьи эксцентричные выходки проистекают из невообразимой славы». После того, как в 1966 году группа отказалась от дальнейших гастролей, поездка в Индию стала последним совместным путешествием всех четырёх битлов. Их самопознание через медитацию — а до этого с помощью ЛСД — привело к тому, что каждый из них двинулся в собственном направлении, пожертвовав единством группы, вплоть до распада ансамбля в 1970 году. Писатель Николас Шэффнер подчёркивал в своей книге 1978 года, что после их возвращения из Ришикеша Леннон, Харрисон и Маккартни стали «тремя совершенно разными личностями, которые редко встречались лицом к лицу». Шэфнер отмечал, что трио стало «почти архетипичным примером» для многих молодых людей, которые перешли от ЛСД к индийской духовности в конце 1960-х: Леннон «продолжал дрейфовать от одной […] методики самопознания к другой»; Харрисон продолжил углубляться в учение, присоединившись к Обществу сознания Кришны под руководством Свами Прабхупады; а Маккартни сменил трансцендентальную медитацию на «более приземлённые заботы».

## Наследие

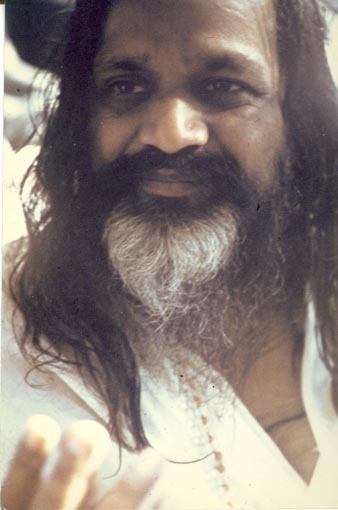
Пол Маккартни о гуру: «Мы думали, что в нём есть что-то особенное, но он человек, а мы какое-то время считали его высшим существом»

Филипп Голдберг в своей книге «American Veda: From Emerson and the Beatles to Yoga and Meditation, How Indian Spirituality Changed the West» пишет, что поездка The Beatles в Ришикеш «была, возможно, самым важным духовным ретритом со времён сорокадневного поста Иисуса в пустыне». Несмотря на разрыв с Махариши, группа способствовала возникновению более широкого общественного интереса к трансцендентальной медитации, что способствовало изучению восточной духовности в западной поп-культуре. Чопра приписывает Харрисону распространение трансцендентальной медитации и других восточных духовных практик в Америке практически в одиночку. Писатель Гэри Тиллери также признавал заслугу The Beatles и лично Харрисона, как «внезапно сделавших индийскую духовность частью повседневных ощущений» благодаря их связи с Махариши. По его словам, хотя влияние учений индийских гуру, таких как Вивекананда, Йогананда, Прабхупада и Махариши, было вполне сложившимся к концу 1960-х, именно одобрение The Beatles их философий больше всего способствовало тому, что центры йоги и медитации стали повсеместной частью западных мегаполисов и городов в течение следующих десятилетий.
Летом 1968 года Майк Лав организовал для The Beach Boys совместное американское турне с Махариши. Однако тур был отменён после нескольких выступлений, заслужив репутацию «одного из самых гротескных шоу эпохи». После 1968 года Махариши на некоторое время исчез из центра общественного внимания, и трансцендентальную медитацию стали называть преходящей забавой. Однако интерес к ней вновь возрос в 1970-х, когда научные исследования начали демонстрировать реальные результаты. В начале 1970-х гуру переехал в Европу и дважды выступал на американском телешоу Мерва Гриффина в середине десятилетия, что привело к всплеску популярности, получившему название «волна Мерва». После этого Махариши представил публике технику «Йогического полёта» — метода, который подразумевал возможность левитации. В интервью 1975 года, размышляя о связи The Beatles с трансцендентальной медитацией, Харрисон отметил: «Задним числом понимаешь, что это, видимо, был один из величайших [духовных] опытов в моей жизни … Махариши всегда высмеивали за пропаганду, по сути дела, духовности, но вокруг пропагандируются так много вещей, [по-настоящему] вредных для жизни, что я рад, что существуют такие хорошие люди, как он». В 1978 году Леннон заявил, что считает свой опыт медитации «источником творческого вдохновения».
В своей книге «Gurus in America» писатель Синтия Энн Хьюмс отмечала, что, хотя публичный разрыв между The Beatles и гуру широко освещался прессой, о «последующих позитивных отношениях Махариши» с Харрисоном и Маккартни упоминалось мало. В 1990-е годы и Харрисон, и Маккартни до такой степени уверовали в невиновность Махариши, что оба принесли ему извинения. В 1992 году Харрисон организовал благотворительный концерт для Партии естественного права, связанной с Махариши, а затем извинился за своё прошлое обращение с учителем, объяснив: «Мы были очень молоды». В документальном сериале «Антология The Beatles» он говорит: «Наверное, даже в учебниках истории говорится, что Махариши „напал на Миа Фарроу“, но это ерунда, полная ерунда». В 2005 году Синтия Леннон писала, что ей было «жаль расставаться на ноте раздора и недоверия после того, как нам досталось от Махариши столько доброты». На вопрос, простил ли он The Beatles, заданный после публичных извинений Харрисона в 1991 году, гуру ответил: «Я никогда не мог сердиться на ангелов». В 2007 году Маккартни привёз свою дочь Стеллу в Нидерланды к Махариши, восстановив с ним таким образом дружеские отношения.

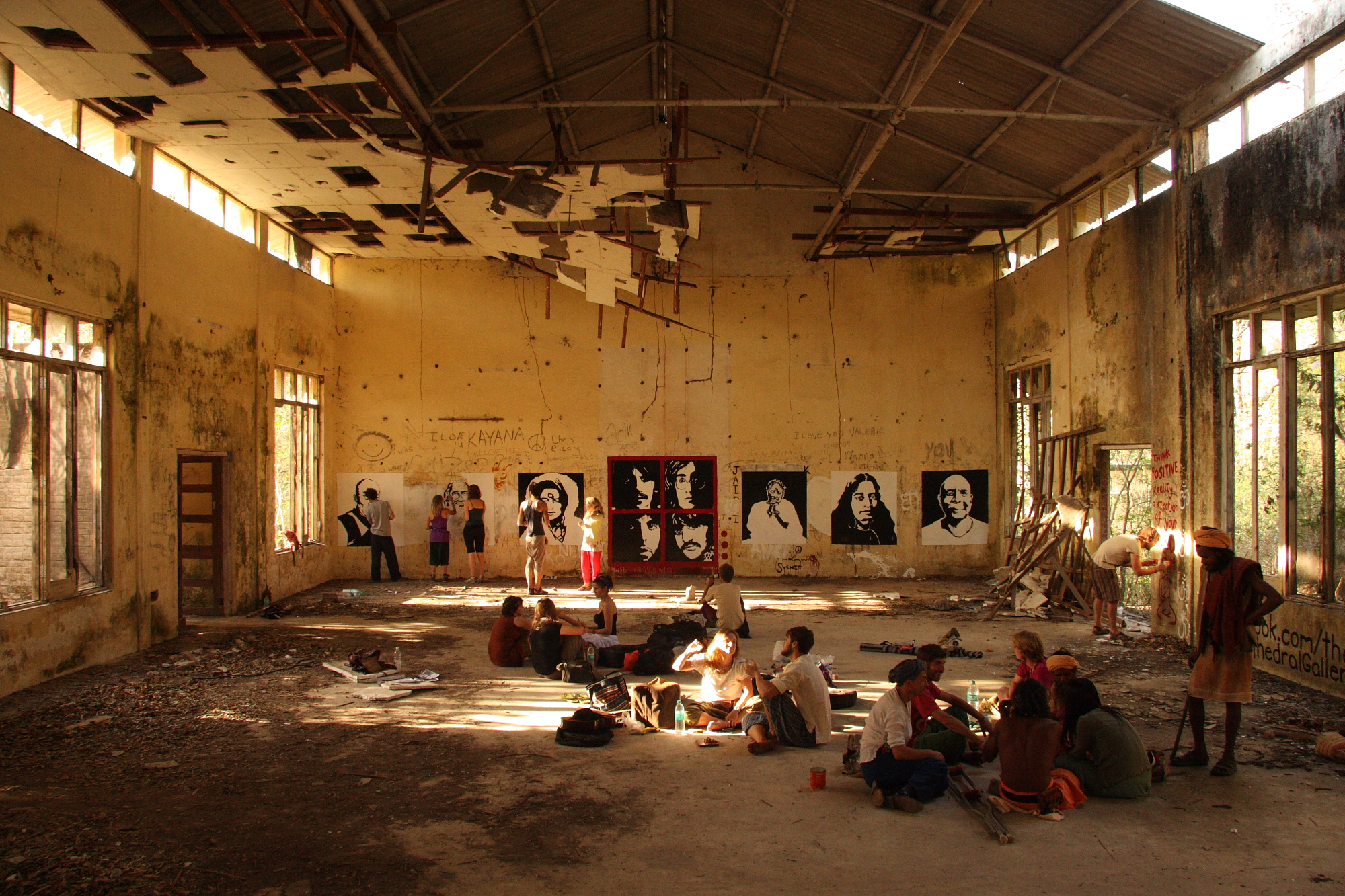
В нынешнее время ашрам Махариши находится в обветшалом состоянии, здания стоят в запустении, поросли травой и покрыты множеством граффити. На фотографии изображён т. н. «Сатсанг Холл», 2012 год

Согласно статистике, к моменту смерти Махариши в 2008 году трансцендентальной медитации научились более 5 миллионов человек, а капитализация его движения оценивалась в миллиарды долларов. Маккартни так прокомментировал смерть гуру: «Мои воспоминания о нём будут только светлыми. Он был великим человеком, который неустанно трудился для людей всего мира и дела единства». Старр по этому же поводу заявил: «Я счастлив, что встретил Махариши — он подарил мне мантру, которую никто не сможет отнять, и я до сих пор её использую». В том же году журнал Rolling Stone опубликовал материал, в котором приводились слова Йоко Оно: «Сегодня Джон, если бы он был с нами, был бы первым, кто признаёт всё то, что Махариши сделал для мира, и оценит это по достоинству». В 2009 году Маккартни, Старр, Донован и Хорн воссоединились на концерте, организованном в нью-йоркском Radio City Music Hall для сбора средств фонду Дэвида Линча, который финансирует обучение трансцендентальной медитации в школах. В 2010 году Тиллери отметил, что Леннон «извлёк пользу из опыта» и «до конца своей жизни часто обращался к медитации, чтобы восстановиться и улучшить своё творчество». В статье 2011 года газеты The Daily Telegraph приводились слова Харрисона: «Махариши всегда делал нам только добро, и хотя я не был с ним физически, я никогда не покидал его».
В середине 1990-х годов индийское правительство приняло решение восстановить ашрам (построенный на земле, принадлежащей национальному парку Раджаджи), который долгое время находился в обветшалом состоянии в связи с истечением сроков аренды земли в 1981 году. В 2007 году канадская актриса Мэгги Блю О'Хара объявила о планах отремонтировать ашрам и сделать из него приют для беспризорных детей. В 2011 году правительство штата Нью-Дели объявило план строительства Аюш-грамма на территории ашрама.
В 2003 году Джерри Холл представила документальный проект для «Би-би-си» под названием «Gurus», который включала интервью с адептами трансцендентальной медитации, Чопрой и Кук Де Эрерра, а также посещение ашрама в Ришикеше. Фотографии Пола Сальцмана, сделанные в ашраме, впоследствии выставлялись в галереях по всему миру, а также были опубликованы в двух книгах и размещены в качестве экспонатов в зале вылета ливерпульского аэропорта имени Джона Леннона.
Путешествие The Beatles в Ришикеш легло в основу документального фильма Сальцмана «Встреча с „Битлз“ в Индии» (англ. «Meeting the Beatles in India») (2020), а также стало одной из тем киноисследования Аджоя Боуза о взаимодействии группы с индийской культурой «The Beatles в Индии» (2021). Рецензируя работу Бозе в газете The Guardian, Питер Брэдшоу отметил, что благодаря включению группой индийской музыки в своё творчество и визиту в Ришикеш, битлы «использовали свое колоссальное влияние, большее, чем у любого политика, кинозвезды или религиозного лидера, чтобы направить внимание всего мира к Индии, стране, которая до этого была загадкой для многих на Западе».

## Песни, написанные в Ришикеше

### The Beatles
Визит в Ришикеш был очень плодотворен для The Beatles в творческом плане, по одним данным музыкантами было написано 30 песен, по другим — «48 песен за семь недель». По словам Леннона: «В общей сложности мы написали тридцать новых песен. Пол сочинил штук двенадцать. Джордж говорит, что он написал шесть, а я пятнадцать. И только посмотрите, что сделала медитация с Ринго — после стольких лет он написал свою первую песню». Многие из этих композиций стали частью диска The Beatles («Белого альбома»), а другие были выпущены на пластинке Abbey Road и сольных записях музыкантов. Мелодии нескольких песен содержали отсылки к восточной музыке.

#### The Beatles (White Album)
- «Back in the U.S.S.R.»[253]
- «Blackbird»[254]
- «Cry Baby Cry»[255]
- «Dear Prudence» (названа в честь Пруденс Фэрроу, которая не захотела «выйти и поиграть»)[256]
- «Don't Pass Me By»[59] (первая песня, написанная Ринго Старром)
- «Everybody's Got Something to Hide Except Me and My Monkey» (по словам Харрисона, первая часть названия вдохновлена цитатой Махариши, однако он не знает, откуда появилась часть «except me and my monkey»)[257]
- «I Will»[258]
- «I'm So Tired»[259]
- «Julia»[260]
- «Long, Long, Long»[261]
- «Mother Nature's Son» (вдохновлена лекцией Махариши)[262][263]
- «Ob-La-Di, Ob-La-Da»[264]
- «Revolution»[265]
- «Rocky Raccoon»[266] (в соавторстве с Донованом, вдохновлена новым альбомом Боба Дилана John Wesley Harding, который битлы впервые услышали в Ришикеше)[267]
- «Sexy Sadie» (первоначально называлась «Maharishi», однако была переименована из-за возможных обвинений в клевете)[268]
- «The Continuing Story of Bungalow Bill» (вдохновлена американским студентом, который увлекался охотой на тигров)[259][137]
- «Why Don't We Do It in the Road?» (вдохновлена обезьянами, спаривающимися на дороге)[53]
- «Wild Honey Pie»[269]
- «Yer Blues»[270]

#### Abbey Road
- «Mean Mr. Mustard»[260]
- «Polythene Pam»[260]

#### Сольные записи и другие проекты
- «Child of Nature» (переработанная и выпущенная как «Jealous Guy» в альбоме Леннона Imagine)[271]
- «Circles»[англ.] (выпущена в альбоме Харрисона Gone Troppo в 1982 году)
- «Cosmically Conscious» (выпущена в альбоме Маккартни Off the Ground в 1993 году)
- «Dehradun» (песня Харрисона, не выпускалась)[272]
- «Junk» (выпущена в альбоме McCartney в 1970 году)[273]
- «Look at Me»[англ.] (выпущена в альбоме John Lennon/Plastic Ono Band в 1970 году)[274]
- «The Rishi Kesh Song» (также встречается как «The Happy Rishikesh Song», выпущена на сборнике John Lennon Anthology в 1998 году)[275]
- «Sour Milk Sea»[англ.] (исполнена Джеки Ломаксом и выпущена на его сингле)[261]
- «Spiritual Regeneration/Happy Birthday Mike Love» (записана на аудиоплёнку в Ришикеше)[129]
- «Teddy Boy» (выпущена в альбоме McCartney в 1970 году)[274]
- «What's the New Mary Jane» (официально издана в 1996 году на сборнике Anthology 3)[276]

#### Другие исполнители
Донован:
- «Happiness Runs»[277]
- «Hurdy Gurdy Man» (Джордж Харрисон написал часть текста, однако его стихи не были включены в песню из-за опасений по поводу слишком длинного хронометража)[278]
- «Lord of the Reedy River» (впоследствии записана певицей Кейт Буш)[279]

The Beach Boys:
- «All This Is That»[280]
- «Anna Lee, the Healer»[280]
- «Transcendental Meditation»[280]

## Фильм
Перед отъездом из Лондона у The Beatles возникла идея снять документальный фильм о Махариши, задействовав свою кинокомпанию Apple Films. Идея была поддержана самим гуру, как только группа прибыла в его ашрам, после чего в Ришикеш был приглашён для обсуждения деталей продюсер Денис О’Делл. По словам О’Делла, музыканты потеряли интерес к фильму после того, как он упомянул о возможной экранизации романа Толкина «Властелин Колец» — проекте, который находился на стадии обсуждения с кинокомпанией United Artists в виде художественного фильма при участии The Beatles и режиссёра Дэвида Лина.
В итоге съёмочная группа во главе с продюсером Джином Корманом (телеканал ABC) всё-таки добралась до Ришикеша, но на следующий день после их прибытия оставшиеся битлы (Леннон и Харрисон) улетели в Лондон. По возвращении в Англию Леннон отвергал предположение о том, что присутствие съёмочной группы способствовало их отъезду.
Отрывки из итальянской кинохроники, снятые возле Ганга в марте 1968 года, были использованы в документальном фильме 1982 года «The Compleat Beatles». Существует также любительская съёмка пребывания The Beatles в ашраме. Материал был снят на 16-миллиметровые портативные камеры другими паломниками Махариши во время прохождения курса. Кадры этих съёмок можно увидеть в документальном фильме «The Beatles Anthology».